# San Antonio (Guerrero)
San Antonio es una localidad del estado mexicano de Guerrero. Es parte del municipio de Acapulco de Juárez.

## Toponimia
El nombre de la población hace referencia al santo patrono de la localidad: Antonio de Padua.

## Demografía
| Gráfica de evolución demográfica |
|                                  |

| Censo | Población |
| ----- | --------- |
| 1950  | 44        |
| 1960  | 210       |
| 1970  | 213       |
| 1980  | 292       |
| 1990  | 534       |
| 2000  | 702       |
| 2010  | 916       |
| 2020  | 1 081     |